# Feuillets d'Hypnos

Les Feuillets d'Hypnos de René Char ont été écrits entre 1943 et 1944 – lorsque le poète était engagé dans la Résistance sous le nom de Capitaine Alexandre – mais ils ne furent publiés qu’à la fin de la guerre, en 1946. D’abord édités séparément, les Feuillets ont ensuite intégré le recueil Fureur et mystère (1948), prenant place entre Seuls demeurent (1945) et Le Poème pulvérisé (1947). Dans les années 1943-1944, René Char était à la tête du Service Action Parachutage de la zone Durance, il se surnommait alors « Hypnos », incarnant l’homme qui veille sur son peuple durant la nuit ainsi que la Résistance en sommeil, mais prompte à s’éveiller à tout moment. Son surnom inspira en partie le titre de l’ouvrage. Dédié à Albert Camus, ami proche de René Char, le recueil n'est pas sans lien avec des idées qui seront développées dans L’Homme révolté. 
Dans Feuillets d’Hypnos, les poèmes prennent la forme de courtes notes, souvent d'aphorismes, et l’écriture se veut généralisante tout en restant méditative. Certaines de ces 237 notes poétiques se rattachent peu ou prou à l'art de la maxime – à commencer par la deuxième note : « ne t’attarde pas à l’ornière des résultats » –, tandis que d’autres relatent avec précision les actions des résistants, sous la forme de courts récits ou de témoignages. Cependant beaucoup sonnent comme de simples constats, des pensées saisies sur le vif, que le poète consigne sur le papier pour ne pas les laisser disparaître. Les écrire, c’est aussi donner à ces notes de terrain une portée méditative et poétique, ce qu’Heidegger appelle la Dichtung.

## Une esthétique de la brièveté
Dans le paragraphe liminaire aux Feuillets d’Hypnos, l'auteur qualifie de « notes » l’ensemble des textes qui forment l’ouvrage et semble se refuser à l’appellation de recueil de poèmes. Pourtant, même s’il n’y a pas de vers, de rimes ou de strophes, tout dans les Feuillets d’Hypnos « relève d’une oppressante poésie » ; la densité et la brièveté de ces notes renforcent la parole poétique. Pourquoi donc parler de notes ? Parce que ces fragments de parole sont loin des élans lyriques qui nous semblent constitutifs de la poésie. En effet, en temps de guerre, l’heure est à l’action, non à l’épanchement : « J’écris brièvement. Je ne puis guère m’absenter longtemps » (31). De fait, si elle veut exister, sa poésie doit s’accommoder de peu d’espace et de peu de temps ; elle doit se faire éclat et fulgurance. Ainsi la poésie de Char se déploie dans le mouvement, dans l’étincelle et dans l’idée de fulgurance : « Nuit, de toute vitesse du boomerang taillé dans nos os, et qui siffle, siffle… » (71) ; « Le poème est ascension furieuse » (56). Entrer dans l’univers de Char, c’est donc entrer « dans un univers qui privilégie le phénomène soudain et passager ».
Le fragment 128, récit sommaire et d’apparence prosaïque, est poétique dans la mesure où il constitue une déclinaison de l’esthétique charienne de la fulgurance, ainsi que le souligne le spécialité J.-M. Maulpoix : « comme le poème, le récit n’est pas trame, mais succession de bonds. Il progresse par occultations successives ». Le choix de la prose constitue, lui aussi, un choix éloquent : elle représente la force et de la solidité des hommes du maquis et s’impose, elle aussi, comme bloc de résistance. Ainsi les Feuillets se présentent comme un témoignage poétique et se veulent représentatifs, non pas de la guerre, mais de l’instant quotidien. Ce lien établi entre témoignage et poésie est inédit : René Char réussit à dépasser l’événement pour lui conférer une portée hautement méditative, ce qu’illustre son insistance sur la question de l’anecdote, qu'il faut interpréter, sans que la signification aille de soi : « prends garde à l’anecdote. C'est une gare où le chef de gare déteste l'aiguilleur! » (53). Derrière l’anecdotique se cache la poésie.
Si l’on entend souvent dire des Feuillets qu’ils sont constitués de « fragments », terme qui renvoie aux textes grecs auxquels Char n’est pas étranger, le mot qualifie plus justement des bribes de texte qui sont indépendantes les unes des autres. Or ici, c’est bien une œuvre complète que nous offre René Char. Les unités numérotées constituent certes chacune une totalité en soi, mais elles prennent aussi sens lorsqu’elles sont lues les unes par rapport aux autres. On ne peut donc pas dire que les Feuillets d’Hypnos sont uniquement constitués de fragments car, même si la parole est en archipel, elle configure un sens global. De fait, cette dissémination de la parole n’est pas non plus sans rapport avec une perte générale de sens, due au contexte de la Seconde Guerre mondiale. Au dénuement et à l’impuissance des hommes, à la disparition des valeurs, Char va répondre par la poésie : « à l’absence de totalité, il va répliquer par la survalorisation du détail ». Enfin, le choix de l’aphorisme participe de la valeur poétique de ces notes prises à la hâte : car il est, par excellence, la forme du mystère. Différant de la maxime, il invite le lecteur à poursuivre la réflexion engagée par la lecture de la phrase : « L’acte est vierge, même répété. » (46) ; et c’est au lecteur de prendre le relais. L'aphorisme représente ainsi la forme littéraire privilégiée d’une temporalité en crise, puisqu’il constitue une forme ouverte au renouvellement, il « inaugure ». Par son caractère mystérieux et oraculaire, l’aphorisme ouvre grand le champ de l'interprétation, en une forme ouverte pour interroger le monde.

## Résister
En faisant du poème des Feuillets une arme, René Char dépasse la circonstance historique et la simple dénonciation. Sa poésie est une poésie réfractaire qui s’oppose directement à l’ennemi : « Je n’écrirai pas de poème d’acquiescement » (114). Il fait du refus une image du Beau : « L’acquiescement éclaire le visage. Le refus lui donne la beauté » (81). Le souci de combattre et de témoigner, ou de prendre pleinement la mesure du drame, fait de la poésie une réponse à la détresse présente. Ainsi les Feuillets, écrits dès 1943, sont seulement édités en 1946 : publier sous l’Occupation aurait été une erreur car, alors, seule l’action primait. L’engagement charien est physique, avant d’être poétique, sa poésie se place dans la continuité de son action auprès des résistants du maquis. La poésie de Char est engendrée par l’action, puis devient à son tour une forme de résistance à part entière. La guerre détruit les sens et les valeurs des hommes, elle inverse le cours du monde et désormais, pour être, il faut faire. Selon Char, il ne s’agissait donc pas d’être résistant mais bien de faire la résistance. L’action devient alors primordiale, elle constitue la traduction nouvelle d’un « je fais donc je suis ». C’est pour cela que dans les Feuillets d’Hypnos, l’écriture est intrinsèquement liée à l’action ; elle trouve son origine dans l’action et la perpétue sur le mode poétique. On trouvera donc de nombreuses occurrences de verbes de mouvement, un refus constant de l’immobilisme, ainsi que l'image du bond : « Conduire le réel jusqu’à l’action » (3), « Être stoïque, c’est se figer, avec les beaux yeux de Narcisse » (4), « Être du bond. N’être pas du festin, son épilogue » (197).
Dans le recueil Char exploite le sens étymologique du terme résister, en lui redonnant tout son poids sémantique. Résister, c’est avant tout, se tenir face à, s’arrêter, comme le souligne la fin de la quatrième note : « nous sommes allés et avons fait face » (4). Mais les Feuillets d’Hypnos ne font pas qu’illustrer la Résistance en témoignant des actions des hommes de l’ombre. Car l’œuvre résiste, quant à son sens même. Les Feuillets résistent à une interprétation qui vaudrait élucidation complète. Le titre fait ainsi écho à une écriture feuilletée, autrement dit faite de plusieurs couches. Ce faisant, le sens est rendu opaque par le travail que le poète effectue sur les mots. En temps de guerre et de propagande, les mots ont perdu leur valeur initiale, leur signification essentielle, si bien que la mission du poète est de les réactiver et de les revitaliser. Il leur confère une vigueur nouvelle grâce à un processus d’extrême réduction, qui aboutit à une expression minimale mais très riche : « LA FRANCE-DES-CAVERNES » (124). L’extrême densité des poèmes retient le sens, qui ne s'ouvre que si l’on accepte de lire en se concentrant sur la puissance suggestive des mots.

## Une poésie de la réunion
La mise en relation des contraires constitue la matrice poétique de Char qui, selon Yves Berger, est un véritable « marieur de mots ». Char prône « l’exaltante alliance des contraires », tant par les images métaphoriques (comme celles du feu et de la glace, omniprésentes dans le recueil) que par les figures d’opposition. L’antithèse lui permet de faire advenir l’image poétique en rapprochant simplement deux termes : « l’aisselle de l’appareil » (97), « l’ornière des résultats » (2), « la marelle de l’univers » (127). L’antithèse et la métaphore sont créatrices à la fois de continuité et de rupture, puisqu’elles sont union de contraires. Dans une phrase comme « Nous voici abordant la seconde où la mort est la plus violente et la vie la mieux définie » (90), Char fait cohabiter deux éléments fondamentalement opposés et qui, pourtant, ne peuvent se comprendre que l’un par rapport à l’autre. Saisis dans leur interaction, les contraires font sens. La conjonction de coordination et devient alors l’outil stylistique qui réunit les contraires : « Le temps des monts enragés et de l’amitié fantastique » (142). Il en va de même avec l’adverbe entre : « Entre le monde de la réalité et moi, il n’y a plus aujourd’hui d’épaisseur triste » (188).
La guerre a déchiré le voile de l’innocence, elle a divisé l’humanité, elle a séparé l’homme du monde dans lequel il vivait. Dès lors, la poésie s'assigne pour tâche de réconcilier le monde et les hommes, ainsi que les hommes entre eux : « Il ne reste plus qu’à rassembler le trésor éparpillé », dit le poète (97). La poésie doit être le lieu d’un dialogue permanent avec le monde, où le poète doit se faire passeur : il est « un donneur de liberté dans l’exacte mesure où il sait être un centre infiniment ouvert d’échange et de passage ». C’est ainsi que la poésie des Feuillets reconnaît le lien qui unit l’homme à la nature : « S’il parle à sa façon le langage des fleurs et des fruits, c’est pour faire valoir sa condition “entourée” et déceler dans le paysage un réseau de forces auprès desquelles l’homme trouve en permanence matière à se réorienter vers l’avenir ». De fait, quand Char évoque des résistants, il montre des personnages taciturnes et obstinés, des individus qui vivent en harmonie avec la nature, s’y fondent, et s’en émerveillent : « La contre-terreur, c'est ce vallon que peu à peu le brouillard comble, c'est le fugace bruissement des feuilles comme un essaim de fusées engourdies […] c'est l'ombre, à quelques pas, d'un bref compagnon accroupi qui pense que le cuir de sa ceinture va céder » (141).

## Universalisation
Sous la plume de René Char, la poésie se fait aussi expression de la vérité et de la généralité, voire de l'universalité de la condition humaine. Pour cela, Char utilise les pronoms on indéfini et il impersonnel : « on ne fait pas un lit aux larmes comme à un visiteur de passage » (107); « Il existe une sorte d’homme toujours en avance sur ses excréments » (28). Le substantif indéterminé « l’homme » vaut généralisation, voire universalisation : « si l’homme parfois ne fermait pas souverainement les yeux, il finirait par ne plus voir ce qui vaut d’être regardé » (59). Il en va de même du pronom de la communauté humaine nous : « nous sommes écartelés entre l’avidité de connaître et le désespoir d’avoir connu » (39). Char sollicite aussi l’énonciation proverbiale ou aphoristique : « s’il n’avait parfois l’étanchéité de l’ennui, le cœur s’arrêterait de battre » (41). La poésie devient ainsi le lieu du rapport entre les contraires comme du lien entre les hommes, au point qu'on peut même relever dans les Feuillets de nombreuses notes adressées. La présence du tu est là pour renouer un lien brisé par la guerre avec autrui, comme avec soi-même : « Tu ne peux pas te relire mais tu peux signer » (96) ; « Chante ta soif irisée » (163) ; « Brusquement tu te souviens que tu as un visage » (219). Il en est même pour le vous indéterminé de la laconique note 35, pronom qui englobe je, tu ou un nous complice : « vous serez une part de la saveur du fruit ». Nonobstant, le pronom nous, qui se fait l’expression de la réunion à venir lorsque la nuit de la guerre aura été vaincue, unit aussi les contraires de la communauté et de la solitude, de la puissance vitale explosive et de la mort : « Serons-nous plus tard semblables à ces cratères où les volcans ne viennent plus et où l’herbe jaunit sur sa tige ? » (148). Pourtant, René Char n'utilise jamais les maîtres-mots de la Résistance, car la guerre constitue à ses yeux une situation « innommable », qui se soustrait au manichéisme vers quoi penche usuellement la littérature de l'engagement. Dans ce bref recueil où la cruauté des tortionnaires nazis comme des miliciens est l'adversaire évident, ne pousse-t-il pas le paradoxe jusqu'à traiter d'« idiot » « ce charbonnier de Saumanes qui affirmait que la Révolution française avait purgé la contrée d'un seigneur parfaitement criminel : un certain Sade » (210)? Car, pour Char, l'union des contraires ne se résume pas à un procédé rhétorique, sa poétique explore l'ambivalence humaine dans son universalité: « Je calculais que le malheureux se tairait encore cinq minutes, puis, fatalement, il parlerait. J'eus honte de souhaiter sa mort avant cette échéance. » (128).